# Ахорн (Баден)
Ахорн (нем. Ahorn) — община в Германии, в земле Баден-Вюртемберг.
Подчиняется административному округу Штутгарт. Входит в состав района Майн-Таубер. Население составляет 2263 человека (на 31 декабря 2010 года). Занимает площадь 53,96 км².